# 養老山 (岐阜県)

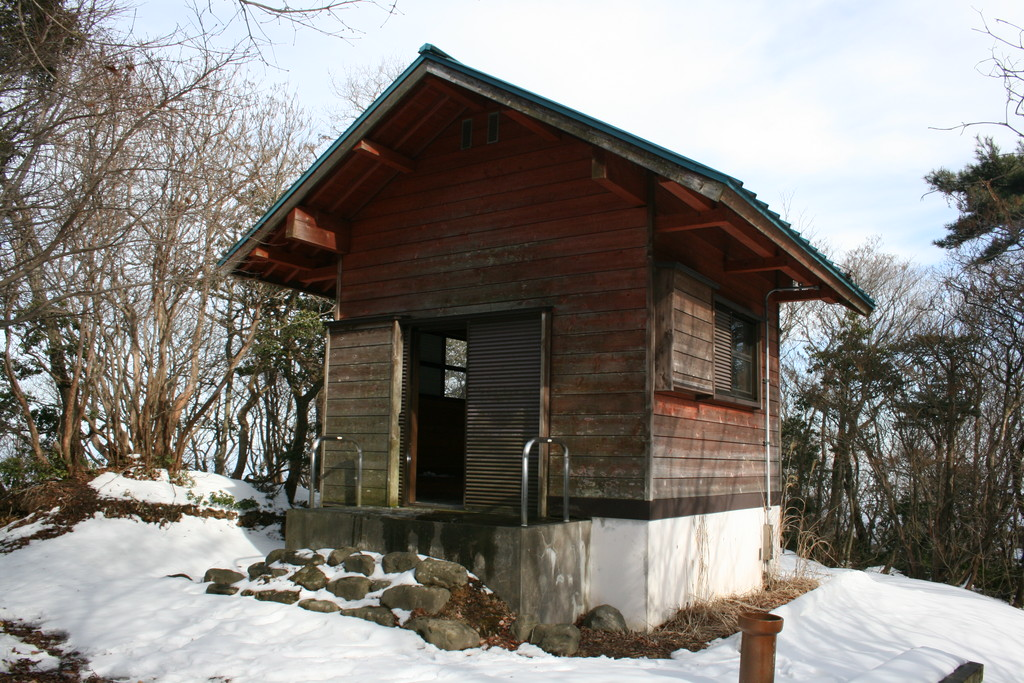
養老山頂登山道にある津屋避難小屋

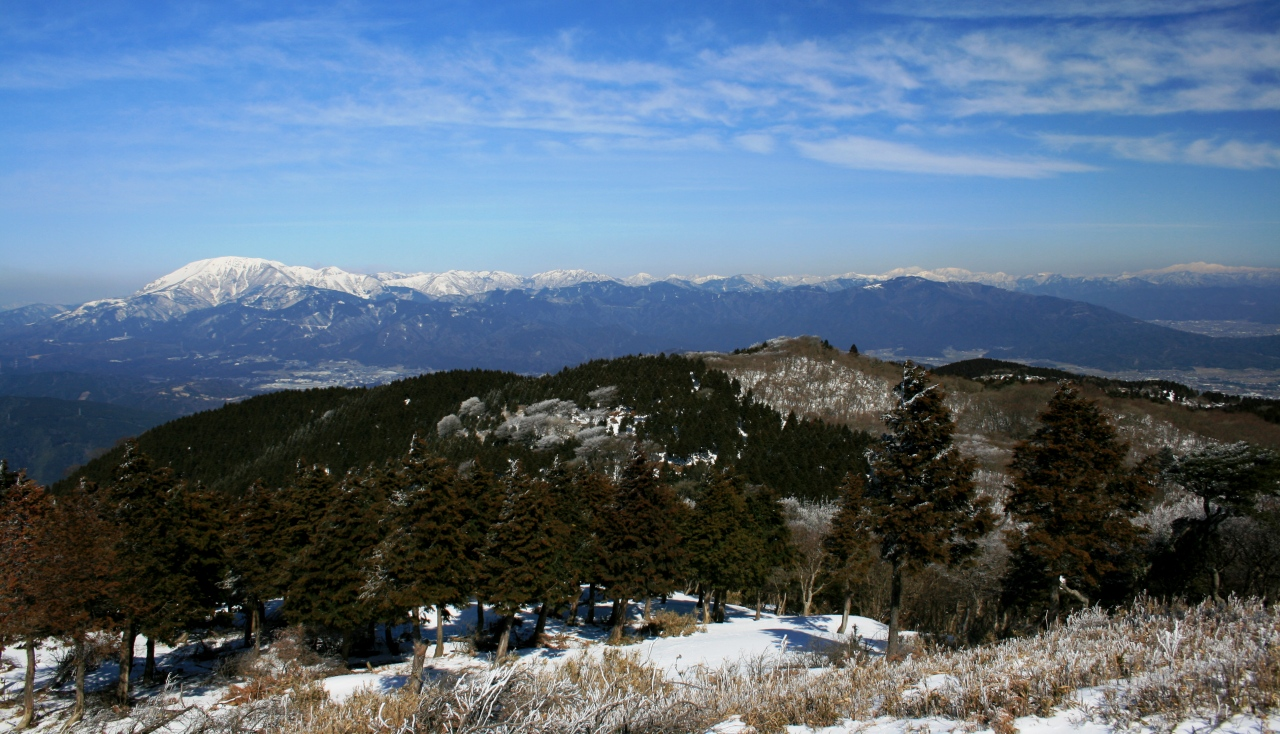
養老山地北部からの展望、伊吹山・池田山・白山（右側の最奥）

養老山（ようろうさん）は、岐阜県養老郡養老町と大垣市上石津町地域自治区（旧養老郡上石津町）にまたがる標高859mの山である。旧名を多芸山ともいう。養老山地を代表する山で、山頂には一等三角点が設置されている。

## 環境
養老山地の北部の峰で、麓からは山頂が特定しにくい山である。周辺は揖斐関ヶ原養老国定公園に指定されている。一帯には原生林が残っており、アカヤシオ・コブシ・コナラ・ツゲ・アセビなどが多い。石灰岩質の山であり、養老の滝がある滝谷の源流の山。

## 気候
養老山は、養老山地の北端に近い位置にあり、気象観測点のある関ヶ原に近い。このため、特に冬は、太平洋側の気候というよりは、日本海側に近い気候となっている。冬以外は、太平洋側の気候である。

## 登山・ハイキング

### 登山コース
養老公園内の養老観光リフト（養老ロープウェー）の滝上駐車場駅、又は滝上駐車場に登山口があり、登山者記名帳がある。登山口からは登山道が整備されており、約4kmのコースである。他に、養老山地稜線に沿った養老山頂登山道が整備されている。また養老公園を横断するように、東海自然歩道が整備されている。東海自然歩道を含めこれらの登山道は岐阜県環境生活部地球環境課が管理をしている。
- 一般的な登山コース：養老駅（養老鉄道養老線） - 養老公園 - 養老の滝 - 養老山・笙ヶ岳登山口 - 滝谷渡渉点 - 三方山分岐 - 笹原峠 - 小倉山（山頂園地） - 養老山[5]
- 養老山頂登山道のコース（全長10.5km）：二之瀬越（庭田山頂公園） - 林道 - 志津山 - 川原越 - 津屋避難小屋 - 養老山
- 東海自然歩道：川原越 - 風呂谷 - 今熊谷 - 光明水 - 赤岩神社 - 養老公園

### 周辺の山小屋・休憩所
- 津屋避難小屋：山頂から約1.9km南東の養老山地の主稜線の標高点800mの小ピークにある避難小屋。
- 小倉山園地の東屋：山頂から約800m北の小倉山には園地が整備されていて、東屋・テーブル・ベンチなどがある。
- 川原越北の東屋：東海自然歩道の川原越から約200m北にある東屋。

### 交通・アクセス
公共交通機関の場合、養老鉄道養老線 養老駅下車、養老の滝方面へ向かい、養老公園内から観光リフト、又は徒歩で滝上駐車場の登山口へ。
マイカーの場合、養老公園と養老の滝の上に駐車場がある。名神高速道路の大垣インターチェンジが最寄りのインターチェンジである。

## 地理
濃尾平野西端の養老山地主稜線上の北部に位置する。西側の国道365号の前ヶ瀬から山頂付近までの林道がある。山頂は樹木に覆われていて、ほとんど展望がない。

### 周辺の山と滝
| 山容 | 名称     | 標高 （m） | 三角点 | 養老山との 距離（km） | 備考                                |
| ---- | -------- | ---------- | ------ | --------------------- | ----------------------------------- |
|      | 伊吹山   | 1,377.31   | 一等   | 20.2                  | 日本百名山                          |
|      | 霊仙山   | 1,083.45   | 二等   | 13.0                  | カルスト台地                        |
|      | 表山     | 838.53     | 三等   | 2.9                   | 三角点の点名は犬谷                  |
|      | 笙ヶ岳   | 908.30     | 四等   | 2.5                   | 養老山地の最高峰                    |
|      | 養老の滝 | 約270      |        | 2.2                   | 養老公園                            |
|      | 三方山   | 約730      |        | 1.2                   | 笹峠の東の小ピーク 濃尾平野の展望台 |
|      | 小倉山   | 841        |        | 0.6                   | 山上園地 東屋やベンチなど           |
|      | 養老山   | 859.31     | 一等   | 0                     |                                     |
|      | 志津山   | 731.98     | 三等   | 3.3                   | 三角点の点名は田辺1                 |
|      | 藤原岳   | 1,144      |        | 13.2                  | 日本三百名山 （標高未確定）         |
|      | 御池岳   | 1,247      |        | 13.6                  | 鈴鹿山脈の最高峰 カルスト台地       |
|      | 多度山   | 402.74     | 二等   | 16.2                  | 山頂に園地                          |

### 源流の河川
以下の主な源流の河川は、伊勢湾へ流れる。
- 滝谷、小倉谷、今熊谷（津屋川の支流）
- 大洞谷などの牧田川の支流
- 田切川（員弁川の支流）

## 関連画像

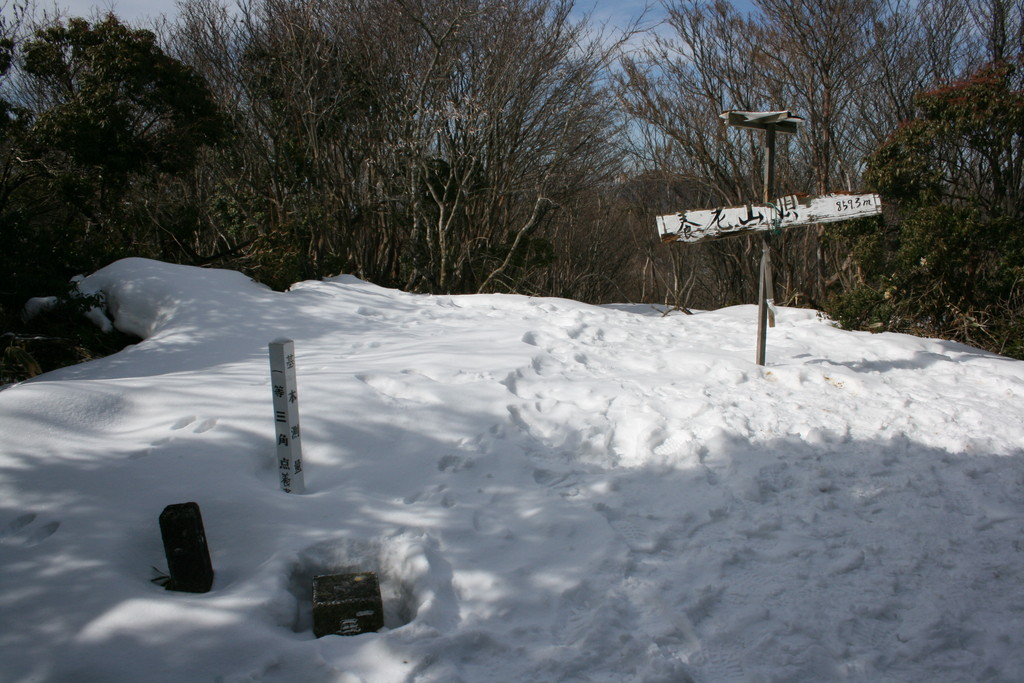
養老山頂上の一等三角点
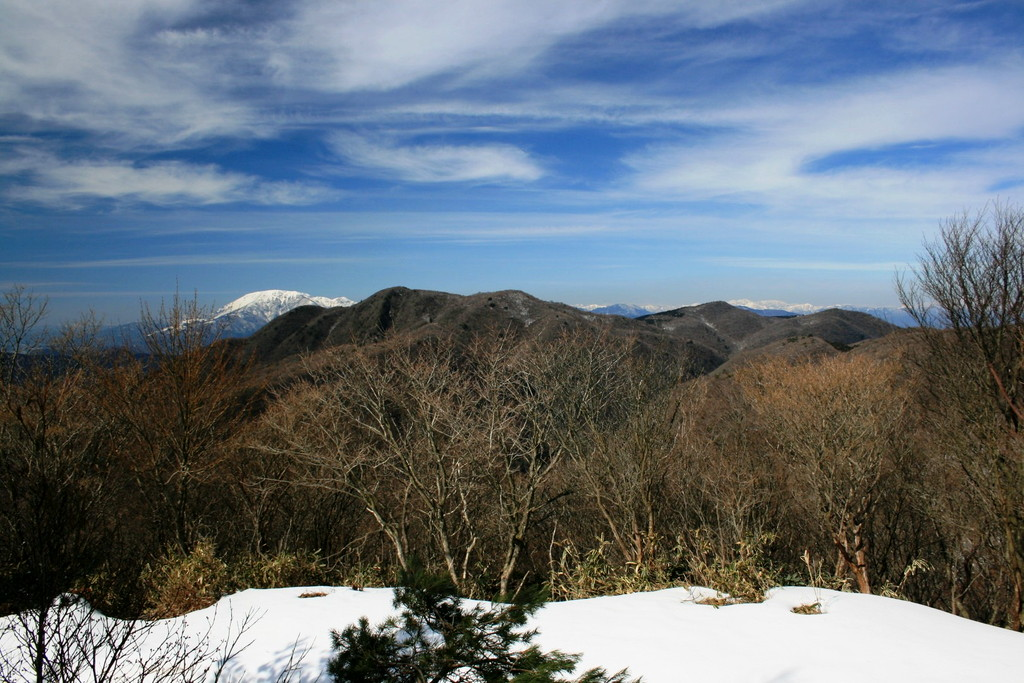
養老林道からの伊吹山と笙ヶ岳
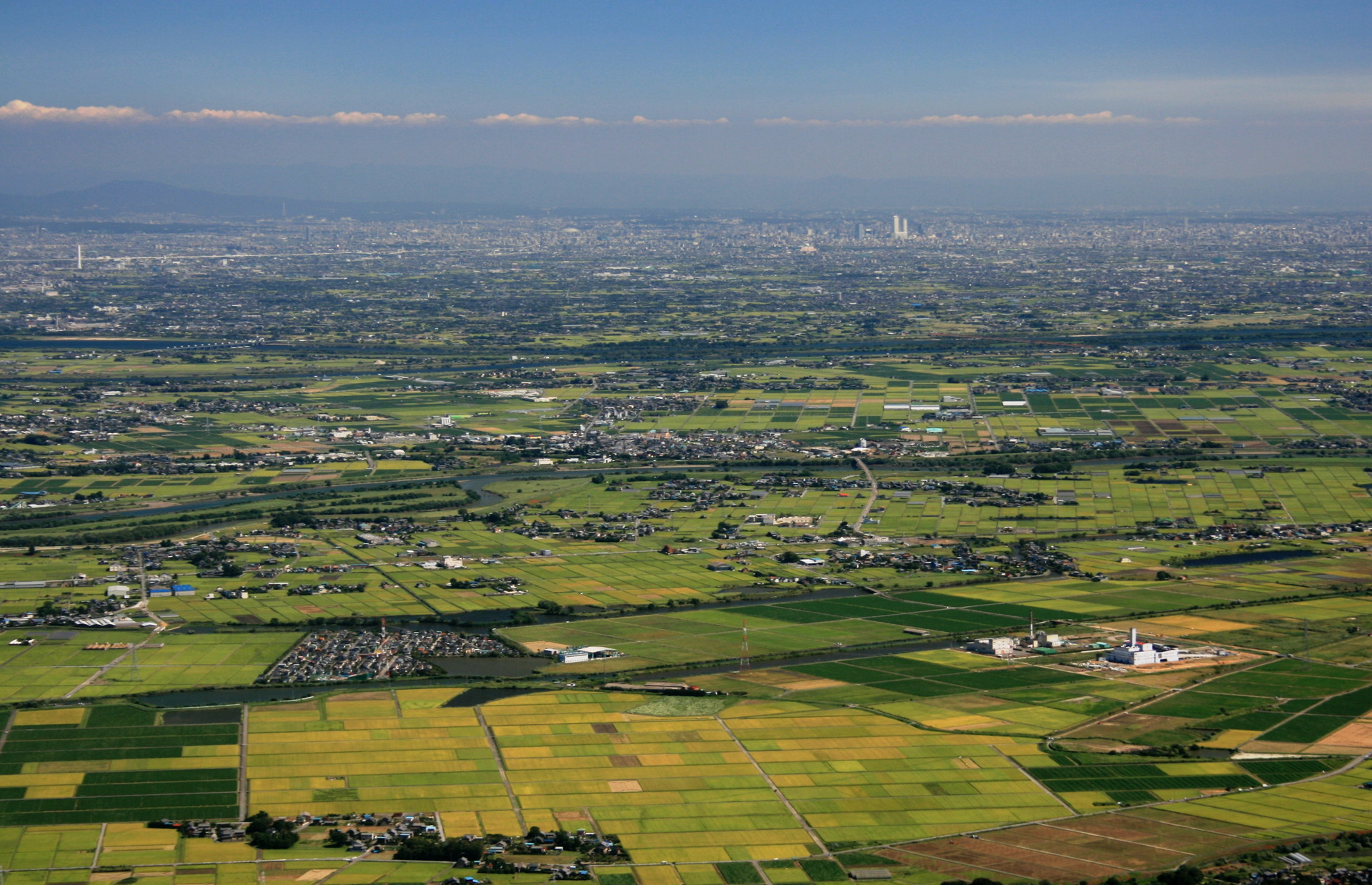
養老山地から望む濃尾平野
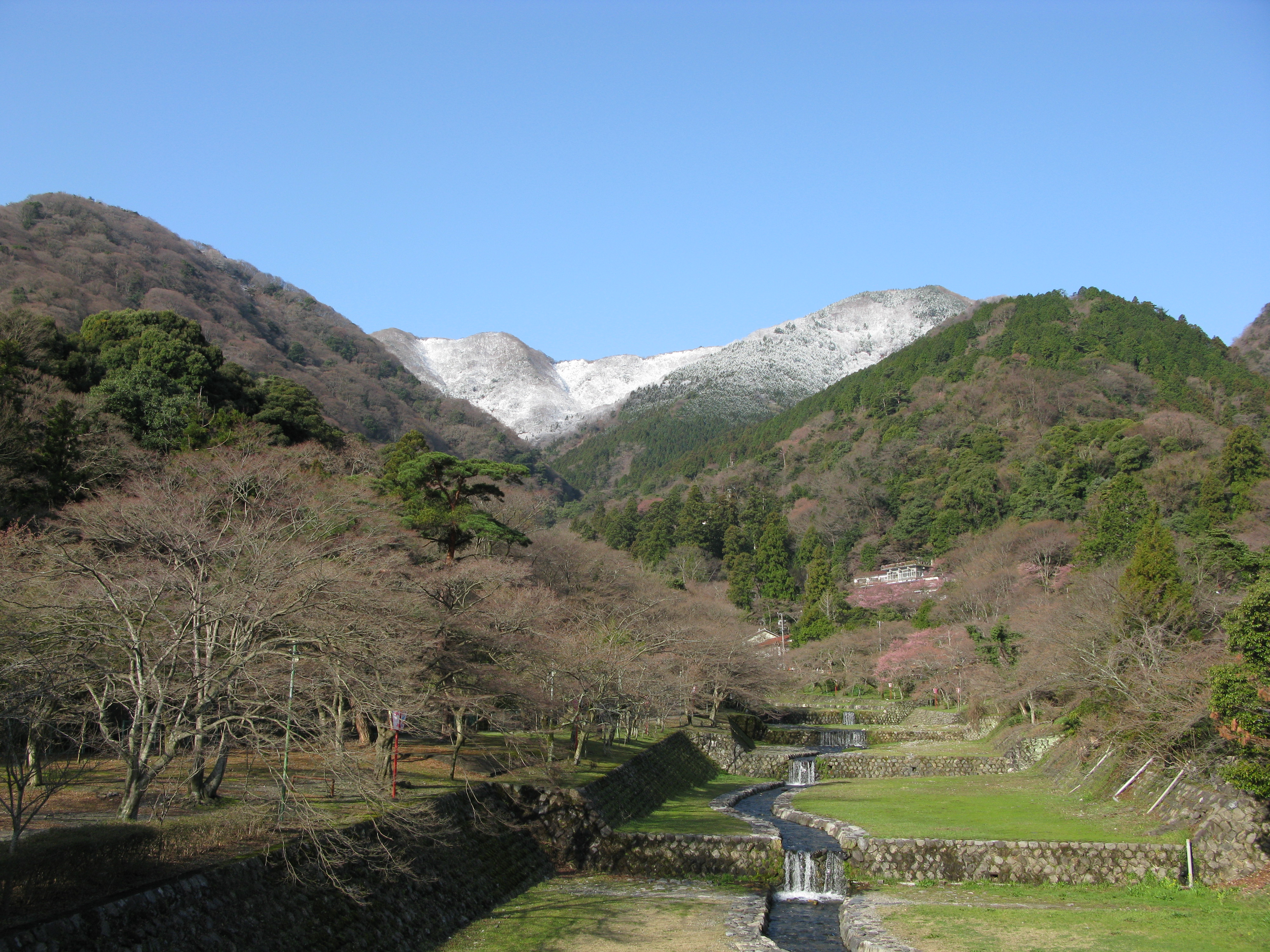
養老公園内の不動橋から見た養老山